# Целминя, Хелена
Хелена Целминя (в советский период Целминьш Хелена Станиславовна; латыш. Helēna Celmiņa; 11 апреля 1929, Мадона, Латвия — 1 февраля 2017, Рига, Латвия) — латышская писательница.

## Биография
Родилась 11 апреля 1929 в семье кондитера в городе Мадона. После развода родителей жила в Кулдиге, где ее мать работала управляющей в Немецком обществе Кулдиги. В 1940 году переехала в Цесис, затем в Ливберзе. С 1941 по 1944 год проходила обучение в Лиепайской немецкой школе для  девочек. После обучения переехала в Ригу. Работала на Латвийском радио, в том числе переводила новости на шведский язык.
В 1962 году в беседе с французскими журналистами рассказала о нарушениях прав человека в СССР. 12 июня 1962 была арестована и в 1963 году обвинена в антисоветской агитации Верховным судом Латвийской ССР на 4 года. С 1962 по 1966 годы отбывала срок в колонии в Потьме.
В 1973 году вышла замуж за бывшего политзаключенного Виктора Калниньша, который был арестован в 1962 году за участие в формировании группы национального сопротивления «Балтийская федерация».
В 1976 году с мужем эмигрировала в США. В 1994 году вернулась в Ригу.

## Работы
- Sievietes PSRS cietumos. Latviešu Nacionālais Fonds, 1980. — 207 lpp.
- Women in Soviet Prisons. Continuum International Publishing Group, 1985—238 p.
- Kā plika pa nātrām Preses nams, 1998. — 159 lpp.
- Tuvumā un tālumā. Treji devin̦i, 2004. — 244 lpp.
- Sirdsapziņas cietumnieks: savai zemei un tautai reiz runāja Viktors Kalniņš no Ņujorkas